# Johann VI. (Portugal)

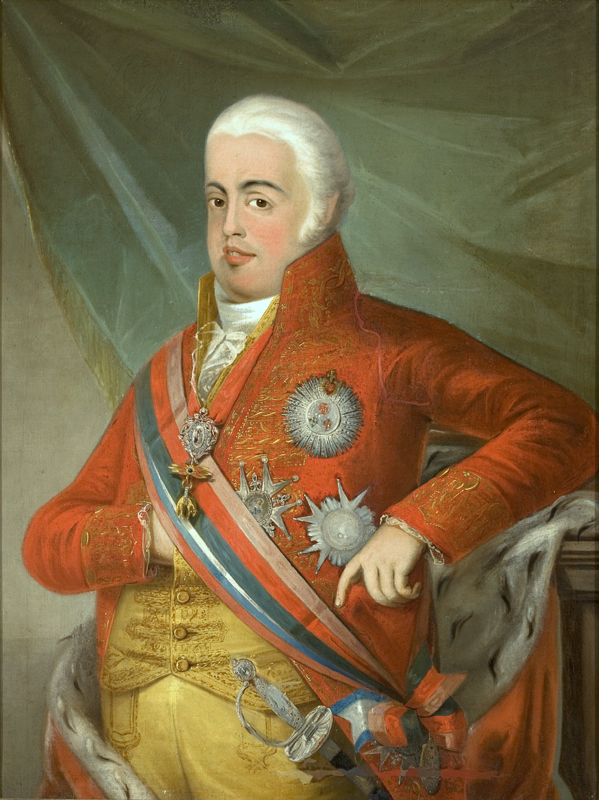
König Johann VI. von Portugal und Brasilien

Johann VI. (portugiesisch: João VI) (* 13. Mai 1767 in Lissabon; † 10. März 1826 ebenda) war König von Portugal und Brasilien aus dem Hause Braganza. Er war von 1792 bis 1816 Prinzregent von Portugal, 1815 bis 1816 auch Prinzregent von Brasilien, von 1816 bis zu seinem Tode König von Portugal und von 1816 bis 1822 König von Brasilien. Zusätzlich verlieh ihm sein Sohn Peter I. 1825 den Titel eines Kaisers von Brasilien. Johann VI. schuf 1815 das Vereinigte Königreich von Portugal und Brasilien und herrschte in der europäischen Kolonialgeschichte einzigartig von 1808 bis 1821 außerhalb von Europa in Rio de Janeiro.

## Frühe Lebensjahre

### Herkunft

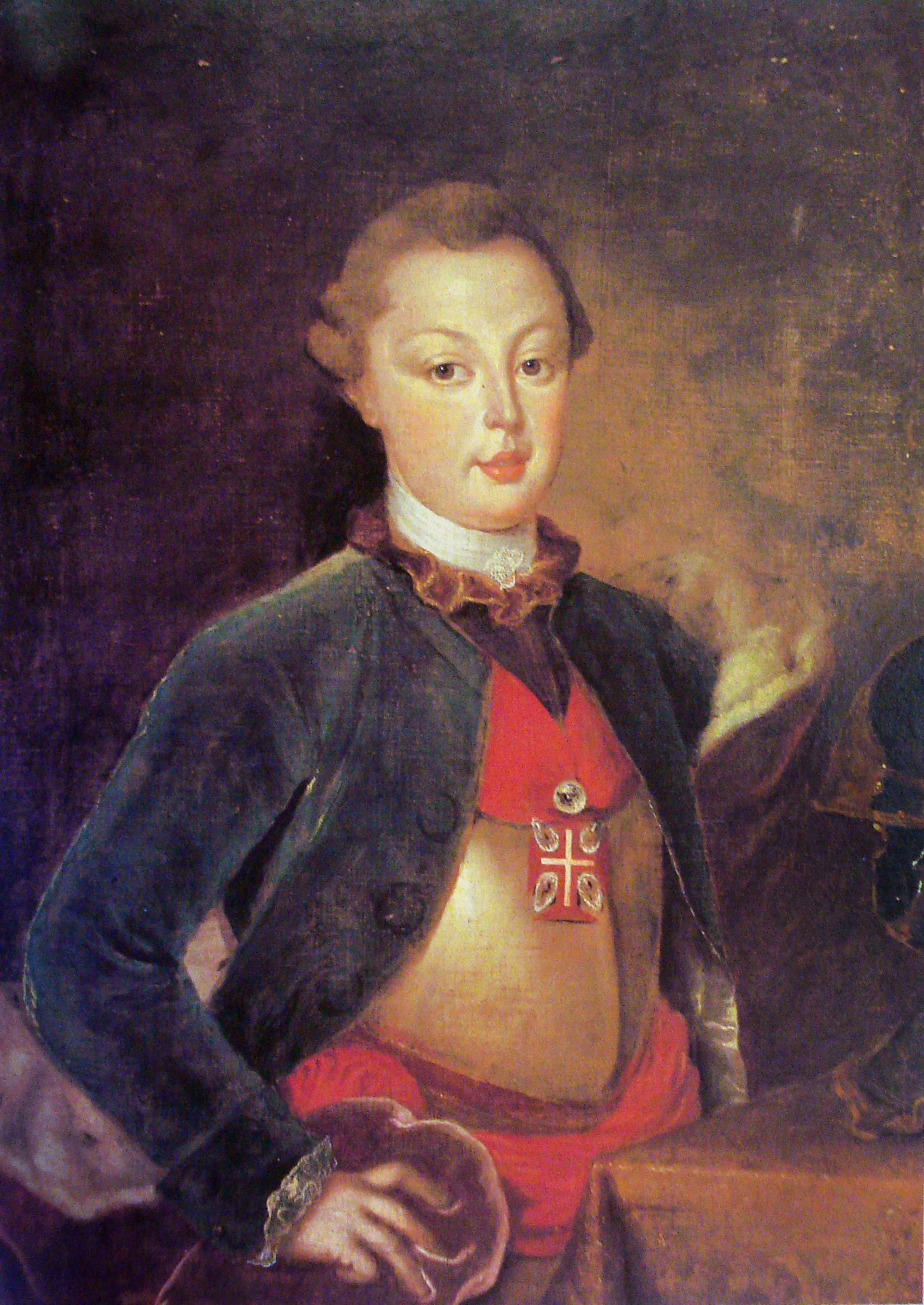
Johann um 1785

João Maria José Francisco Xavier de Paula Luís António Domingos Rafael wurde am 13. Mai 1767 während der Regierungszeit seines Großvaters mütterlicherseits und Onkels väterlicherseits Joseph I. von Portugal geboren. Er war der zweite Sohn, Cousin väterlicherseits und Neffe der zukünftigen Königin Maria I., Josephs Tochter (ebenfalls seine Schwägerin), und ihres Mannes (ebenfalls ihr Onkel väterlicherseits), des zukünftigen Königs Peter III. Zum Zeitpunkt von Johanns Geburt waren sie jeweils Prinzessin von Brasilien und Infant von Portugal.
Johann war zehn Jahre alt, als sein Großvater starb und seine Mutter auf den Thron stieg. Seine Kindheit und Jugend waren recht ruhig, da er nur ein Kind im Schatten seines älteren Bruders Joseph, des Prinzen von Brasilien und des 14. Herzogs von Braganza, des Thronfolgers, war. Johann war ein eher unkultivierter Jugendlicher, aber laut Jorge Pedreira e Costa erhielt er eine ebenso strenge Ausbildung wie sein Bruder Joseph. Ein französischer Botschafter der damaligen Zeit malte ihn jedoch in ungünstigen Farben und empfand ihn als zögerlichen und trübsinnigen Jungen. Da aber die Aufzeichnung diesem Abschnitt seines Lebens sehr spärlich sind, kann kein endgültiges Bild über seine Kindheit gezeichnet werden. Über den Inhalt seiner Ausbildung ist wenig bekannt. Er erhielt sicherlich Unterricht in Religion, Recht, Französisch und höfische Etikette und hatte vermutlich Geschichte gelernt, indem er die Werke von Duarte Nunes de Leão und João de Barros gelesen hat.

### Ehe und Nachfolge

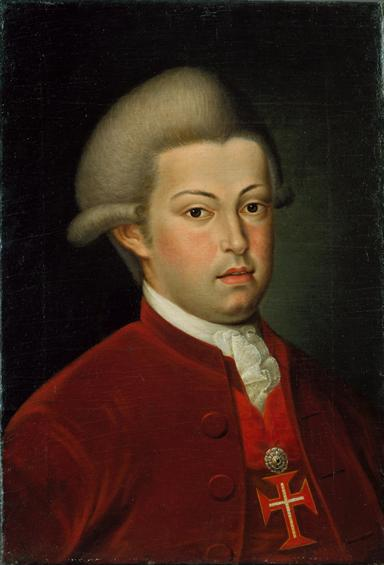
Johann, Prinz von Brasilien, Herzog von Braganza (Giuseppe Troni, um 1788)

Im Jahr 1785 arrangierte Henrique de Meneses, 3. Marquis von Louriçal, eine Ehe zwischen Johann und der Infantin Charlotte Joachime von Spanien, Tochter von König Karl IV. von Spanien und Königin Maria Luisa von Parma. Wie ihr Verlobter war Charlotte ein jüngeres Mitglied einer königlichen Familie. Einige befürchteten eine neue iberische Union und empfanden die Ehe mit einer spanischen Infantin als ungünstig. Sie musste vier Tage lang Tests durch die portugiesischen Botschafter bestehen, bevor der Ehepakt bestätigt wurde. Da Johann und Charlotte verwandt waren und wegen des jungen Alters der Braut (sie war zu diesem Zeitpunkt erst 10 Jahre alt), erforderte die Ehe eine päpstliche Dispensation. Nach der Bestätigung wurde die Ehe im Thronsaal des spanischen Hofes mit großem Pomp und unter Beteiligung beider Königreiche unterzeichnet. Die Vermählung erfolgte durch Stellvertreter und wurde erst fünf Jahre später vollzogen.
Die Infantin wurde Anfang Mai 1785 im Herzogspalast von Vila Viçosa empfangen, und am 9. Juni erhielt das Ehepaar in der Schlosskapelle eine Trauung. Zur gleichen Zeit war Johanns Schwester, die Infanta Mariana Victoria, mit dem ebenfalls aus der spanischen Königsfamilie stammenden Infante Gabriel verheiratet. Ein eifriger Briefwechsel zwischen Johann und Mariana zu dieser Zeit zeigt, dass die Abwesenheit seiner Schwester ihn sehr belastete. Darüber hinaus machte ihn der Altersunterschied (Johann war 17 Jahre alt) unbehaglich und ängstlich. Weil Charlotte so jung war, war die Ehe nicht vollzogen worden. Im Jahr 1793 gebar Charlotte das erste von neun Kindern: Teresa, Prinzessin von Beira.
Zu diesem Zeitpunkt war Johanns bisher relativ ruhiges Leben durch den Tod seines älteren Bruders Joseph am 11. September 1788 auf den Kopf gestellt worden. Nun war Johann Thronfolger und brasilianischer Prinz sowie 15. Herzog von Brasilien und Braganza. Von Joseph, der sich mit den fortschrittlichen Ideen der Aufklärung verband, hatte man Großes erhofft. Von der Geistlichkeit kritisiert, schien er der antiklerikalen Politik des Sebastião José de Carvalho e Melo, des 1. Marquês de Pombal, anzugehören. Johann hingegen war bekannt für seine Religiosität und seine Verbundenheit mit dem Absolutismus. Die Krise der Nachfolge verschärfte sich mit dem Tod von Ignacio de São Caetano, Erzbischof von Thessaloniki, Beichtvater der Königin. Er war eine mächtige politische Persönlichkeit, der eine Wahl von Marias Ministern zugunsten Johanns beeinflusst hatte. Johann wurde ein Jahr nach diesen Todesfällen so krank, dass sein eigenes Überleben ungewiss war. Er erholte sich, wurde aber 1791 erneut krank, „blutete aus dem Mund und dem Darm“, wie der Kaplan des Marquis von Marialva mitteilte, und fügte hinzu, dass er immer depressiver wurde. Dies führten zu einem angespannten Klima und zur Unsicherheit über seine zukünftige Regierungszeit.

## Regierung

### Prinzregent

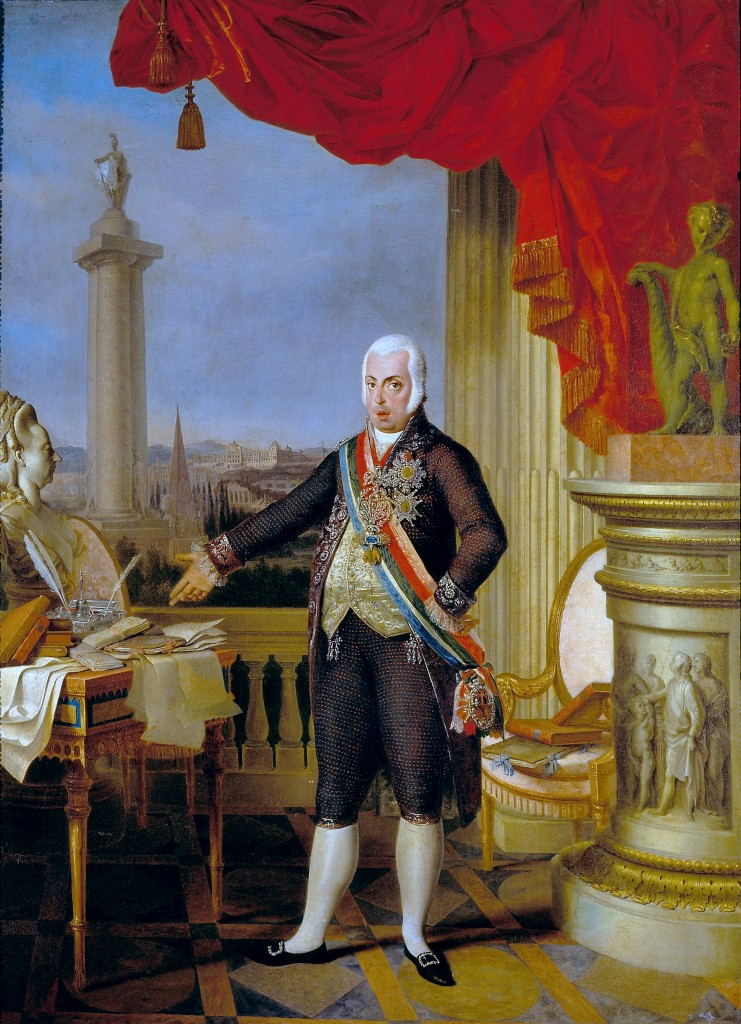
Prinzregent Johannes mit einer Büste seiner Mutter Maria I. (Sequeira, 1802)

Inzwischen zeigte die Königin zunehmende Anzeichen von geistiger Instabilität und einer irrationalen Frömmigkeit. Am 10. Februar 1792 unterzeichneten 17 Ärzte ein Dokument, in dem Maria für unfähig erklärt wurde, das Königreich zu verwalten, ohne Aussicht auf eine Besserung ihres Zustands. Johann zögerte, die Macht zu übernehmen, und lehnte die Idee einer formellen Regentschaft ab. Dies ebnete den Mitgliedern des Adels den Weg, über einen Rat eine De-facto-Regierung zu bilden. Es kursierten Gerüchte, dass Johanns Symptome desselben Wahnsinns aufwies wie bei seiner Mutter und dass er möglicherweise nicht regieren konnte. Nach den alten Gesetzen sollte, wenn der Regent sterben oder regierungsunfähig wird, die Regierung vom Vormund der hinterbliebenen Kinder oder, wenn die Vormundschaft nicht offiziell benannt wurde, von der Frau des Regenten ausgeübt werden. In Johanns Fall wäre das Charlotte gewesen. Angst, Misstrauen und Intrigen erfassten den gesamten institutionellen Rahmen der Nation.
Gleichzeitig machten sich die Gerüchte über die Französische Revolution bemerkbar, die Verwirrung in den regierenden europäischen Häusern hervorriefen. Die Hinrichtung des ehemaligen französischen Königs Ludwig XVI. am 21. Januar 1793 durch die Revolutionäre löste eine internationale Reaktion aus. Seit 1796 war Napoleon in Frankreich zunehmend aus den Wirren der Revolution als neuer starker Mann hervorgegangen. Sein Ringen um die Vorherrschaft in Europa hielt von nun an die Völker des Kontinents in Atem. Portugal befand sich dabei in einer besonders misslichen Lage, da das Land seit alter Zeit ein getreuer Verbündeter Großbritanniens, des geschworenen Todfeindes von Napoleon, war (der älteste portugiesisch-englische Beistandsvertrag stammte aus dem Jahr 1373). Spätestens seit dem Methuenvertrag 1703 war das Land auch wirtschaftlich vom Handel mit Großbritannien abhängig.
Am 15. Juli unterzeichnete Portugal einen Vertrag mit Spanien und verbündete sich am 26. September mit Großbritannien. Beide Verträge verpflichteten sich zur gegenseitigen Hilfe gegen das revolutionäre Frankreich und brachten portugiesische Soldaten in den Pyrenäenkrieg (1793–1795), an dem 6000 Soldaten teilnahmen und scheiterten. Darüber hinaus gab es ein heikles diplomatisches Problem: Portugal konnte keinen Frieden mit Frankreich schließen, ohne das Bündnis mit Großbritannien zu verletzen. Die Portugiesen suchten daher eine Neutralität, die sich als zerbrechlich und angespannt herausstellte.
Nach der Niederlage gab Spanien sein Bündnis mit Portugal auf und verbündete sich unter dem Frieden von Basel mit Frankreich. Da Großbritannien zu mächtig war, als dass Frankreich es hätte direkt angreifen können, galt die Rache nun Portugal. Im Jahr 1799 übernahm Johann offiziell die Regierungsgeschäfte als Prinzregent im Namen seiner verwitweten Mutter. Im selben Jahr zwang Napoleon Bonaparte Spanien, den Portugiesen ein Ultimatum zu stellen. Johann sollte gezwungen werden, die Verträge mit Großbritannien zu annullieren und das Land den französischen Interessen zu unterwerfen. Mit seiner Ablehnung wurde die Neutralität unhaltbar. Spanien und Frankreich fielen 1801 ein und lösten den Orangenkrieg aus. Das besiegte Portugal unterzeichnete den Frieden von Badajoz und den darauffolgenden Vertrag von Madrid, wonach es Spanien Gebiete, insbesondere die Stadt Olivença, abgab und den Franzosen Zugeständnisse in Bezug auf bestimmte Kolonialgebiete machte. Mit widersprüchlichen Interessen aller beteiligten Länder war der Krieg von mehrdeutigen Bewegungen und geheimen Vereinbarungen geprägt. Portugal als der schwächste Spieler konnte einen anhaltenden Kampf nicht vermeiden. Gleichzeitig musste sich Johann in den eigenen Reihen einem Feind stellen: Seiner eigenen Frau. Getreu den spanischen Interessen, begann Charlotte Intrigen, um den Ehemann abzusetzen und die Macht zu übernehmen. Dieser Versuch schlug 1805 fehl und Charlotte wurde vom Hof verbannt und musste seitdem im Queluz-Palast leben. Der Regent hingegen residierte im Mafra-Palast.

### Flucht nach Brasilien

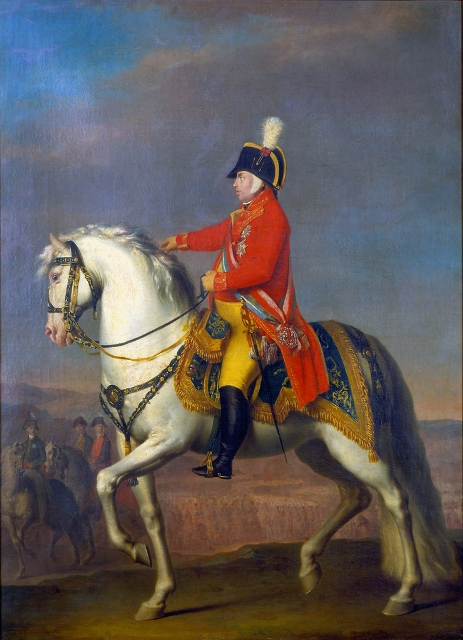
Der Prinzregent Johann überprüft die Truppen in Azambuja (Sequeira, 1803)

1807 wurden die Verträge von Tilsit zwischen Frankreich und Russland und von Fontainebleau zwischen Frankreich und Spanien unterzeichnet, in denen die Eroberung und Teilung Portugals definiert wurde. Das Schicksal des Königreichs wurde so festgeschrieben. Johann versuchte verzweifelt Zeit zu sparen und demonstrierte bis zum letzten Moment eine freiwillige Unterwerfung in Bezug auf Frankreich und schlug dem englischen König einen fiktiven Krieg gegen Großbritannien vor. Die von Napoleon verordnete Kontinentalblockade wurde nicht in allen Punkten eingehalten, und im Geheimen wurde ein neues Abkommen mit Großbritannien unterzeichnet, bei dem Portugal Hilfe für eine mögliche Flucht mit der königlichen Familie aus Portugal erhalten sollte. Das Abkommen war für die Engländer äußerst vorteilhaft, da sie einerseits nur versprachen, eine legitime Regierung zu unterstützen, die ihnen freundlich gesinnt war, andererseits ihren Einfluss auf das Land beibehielt und weiterhin große Gewinne im Handel mit dem portugiesischen Interkontinentalimperium erzielte. Portugal hatte nun nur die Wahl, sich zwischen dem Gehorsam gegenüber Frankreich oder Großbritannien zu entscheiden. Ein längeres Zögern könnte Portugal in den Krieg nicht nur mit einer dieser Mächte, sondern mit beiden Mächten bringen. 1806 stellt Napoleon Portugal ein Ultimatum. Entweder das Land erkläre den Briten den Krieg, oder Frankreich würde Portugal den Krieg erklären. Am 27. Oktober 1807 musste Spanien im Vertrag von Fontainebleau den Franzosen Durchmarschrechte zugestehen. Im Oktober 1807 erhielt Johann die Nachricht, dass sich eine französische Armee näherte, und am 16. November traf ein britisches Geschwader mit siebentausend Mann im Hafen von Lissabon ein. Sie hatten den Befehl, die königliche Familie nach Brasilien zu eskortieren oder falls sich die Regierung Frankreich ergab, die portugiesische Hauptstadt anzugreifen und zu erobern. Aufgrund des Drucks beider Seiten (Frankophile und Anglophile) und nach ängstlicher Überlegung beschloss Johann, den britischen Schutz zu akzeptieren und nach Brasilien zu fliehen.

Die von Jean-Andoche Junot angeführte Invasionsarmee rückte nur schwer vor und erreichte die Tore von Lissabon erst am 30. November 1807. Nachdem diese Miliz auf ihrem Weg auf verschiedene Schwierigkeiten gestoßen war, war sie schwach und hungrig, und ihre Uniformen bestanden aus Lumpen. Die Soldaten, meist unerfahrene Neulinge, schafften es kaum, die Waffen zu tragen. Alan Manchester beschrieb sie mit den Worten: „Ohne Kavallerie, Artillerie, Patronen, Schuhe oder Lebensmittel diente die Truppe eher zur Evakuierung eines Krankenhauses als eine Armee, die triumphierend marschierte, um ein Königreich zu erobern.“ Was aber gelang, da sich die Regierung der Situation des Feindes nicht bewusst war. Zu diesem Zeitpunkt hatte sich der Prinzregent, begleitet von der gesamten königlichen Familie und einer großen Anzahl von Adligen, Staatsfunktionären und Dienern, bereits eingeschifft. Neben einem sperrigen Gepäck, das eine wertvolle Kunstsammlung, das Staatsarchiv und die königliche Schatzkammer enthielt, reiste er nach Brasilien und verließ das Land unter der Regentschaft mit der Empfehlung, die Armee solle sich nicht mit dem Eindringling anlegen. Die Idee, den Sitz der Regierung als geopolitischen Akt nach Amerika zu verlegen, bestand in Portugal schon lange und es wurden bereits einige Vorbereitungen getroffen. Zu dieser Zeit musste die Flucht jedoch schnell erfolgen, im Regen, der die Straßen in einen Sumpf verwandelte und einen großen Tumult in Lissabon verursachte, mit einer fassungslosen und revolutionierten Bevölkerung, die nicht glauben konnte, dass ihr Prinz sie verlassen würde. In den Wirren vergaßen sie unzählige Koffer und Habseligkeiten, riesige Mengen des von den Franzosen beschlagnahmten und gegossenen Silbers der Kirchen und die kostbare Sammlung von 60.000 Bänden der königlichen Bibliothek. Letztere konnten gerettet werden und wurden später nach Brasilien überführt. Nach dem Bericht von José Acúrsio das Neves hat der Abschied des Fürstenregenten tiefe Emotionen hervorgerufen:
Er wollte sprechen, aber er konnte es nicht; er wollte sich bewegen, doch schaffte es nicht, einen Schritt zu machen; er ging über einen Abgrund und stellte sich eine dunkle und unsichere Zukunft vor, wie den Ozean, in dem er sich begeben wollte. Heimat, Hauptstadt, Königreich, Vasallen, alles würde plötzlich verschwinden, mit wenig Hoffnung, zurück zu kommen oder es wiederzusehen, und alles war wie Dornen, die sein Herz durchbohrten.

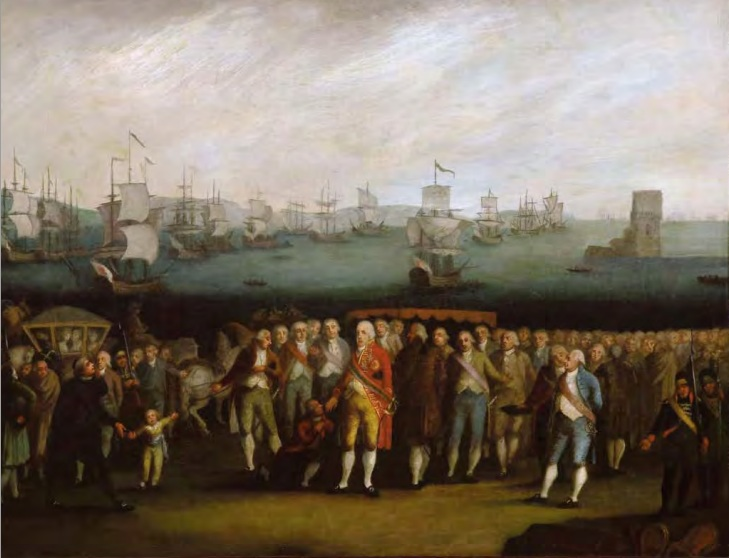
Die Einschiffung von Johann VI. und der königlichen Familie (1810)

Um sich dem Volk zu erklären, befahl Johann, Plakate auf den Straßen anzubringen, auf denen stand, dass seine Abreise trotz aller Bemühungen zur Gewährleistung der Integrität und des Friedens des Königreichs unvermeidlich sei. Auf Plakaten befahl er allen, sich ruhig und ordentlich zu verhalten und sich den Eindringlingen nicht zu widersetzen, damit kein unnötiges Blut vergossen werde. Aufgrund der Eile abzureisen, reiste der Prinzregent Johann auf demselben Schiff mit seiner Mutter Königin Maria, Prinz Peter (Prinz von Beira; später Peter I. von Brasilien und Peter IV. von Portugal) und dem Infant Michael (später Michael I. von Portugal). Eine unvorsichtige Entscheidung unter Berücksichtigung des damaligen Risikos einer Transatlantikreise, da die Nachfolge der Krone im Falle eines Schiffbruchs gefährdet war. Charlotte und die Infantas befanden sich jedoch auf zwei anderen Schiffen. Die Zahl der Menschen, die sich mit Johann an Bord schifften, ist weiterhin umstritten. Im 19. Jahrhundert war von bis zu 30.000 Auswanderern die Rede, neuere Schätzungen schwanken zwischen 500 und 15.000, wobei letztere in der Nähe der maximalen Kapazität des Geschwaders von fünfzehn Schiffen einschließlich ihrer Besatzungen liegen. Trotzdem waren die Schiffe überfüllt. Nach Angaben von Pedreira e Costa liegen die wahrscheinlichsten Zahlen unter Berücksichtigung aller Variablen zwischen 4.000 und 7.000 Passagieren zuzüglich der Besatzungen. Viele Familien wurden getrennt und sogar hohe Beamte konnten sich keinen Platz auf den Schiffen sichern und wurden zurückgelassen. Die Reise war unruhig. Mehrere Schiffe befanden sich in einem prekären Zustand, und die Überfüllung schuf demütigende Bedingungen für den Adel, von denen die meisten im Freien auf dem Poopdeck schlafen mussten. Die hygienischen Bedingungen waren schlecht, einschließlich einer Epidemie von Kopfläusen. Viele hatten keine Wechselkleidung mitgenommen. Mehrere Menschen wurden krank. Die Vorräte waren knapp und rationierten. Darüber hinaus kam die Flotte zehn Tage lang in der äquatorialen Zone unter einer sengenden Hitze kaum voran. Die Stimmung an Bord verschlechterte sich zusehends. Die Flotte geriet nach dem Durchschreiten eines dichten Nebels, bei dem der Sichtkontakt zwischen den Schiffen unterbrochen wurde, in einen heftigen Sturm, der einige Schiffe schwer beschädigte und sie schließlich auf der Höhe der Insel Madeira zerstreute. Anschließend änderte der Prinz seine Pläne und auf sein Kommando fuhr die Gruppe der Schiffe, die sie noch begleitete, aus politischen Gründen nach Salvador da Bahia, um die Einwohner der ersten Hauptstadt der Kolonie zu begrüßen, da es viele Anzeichen von Unzufriedenheit durch den Verlust ihres alten Status gab. Die Schiffe, die seine Frau und die Infanterie transportierten, reisten weiter zum ursprünglichen Bestimmungsort nach Rio de Janeiro.

### Koloniale Transformation

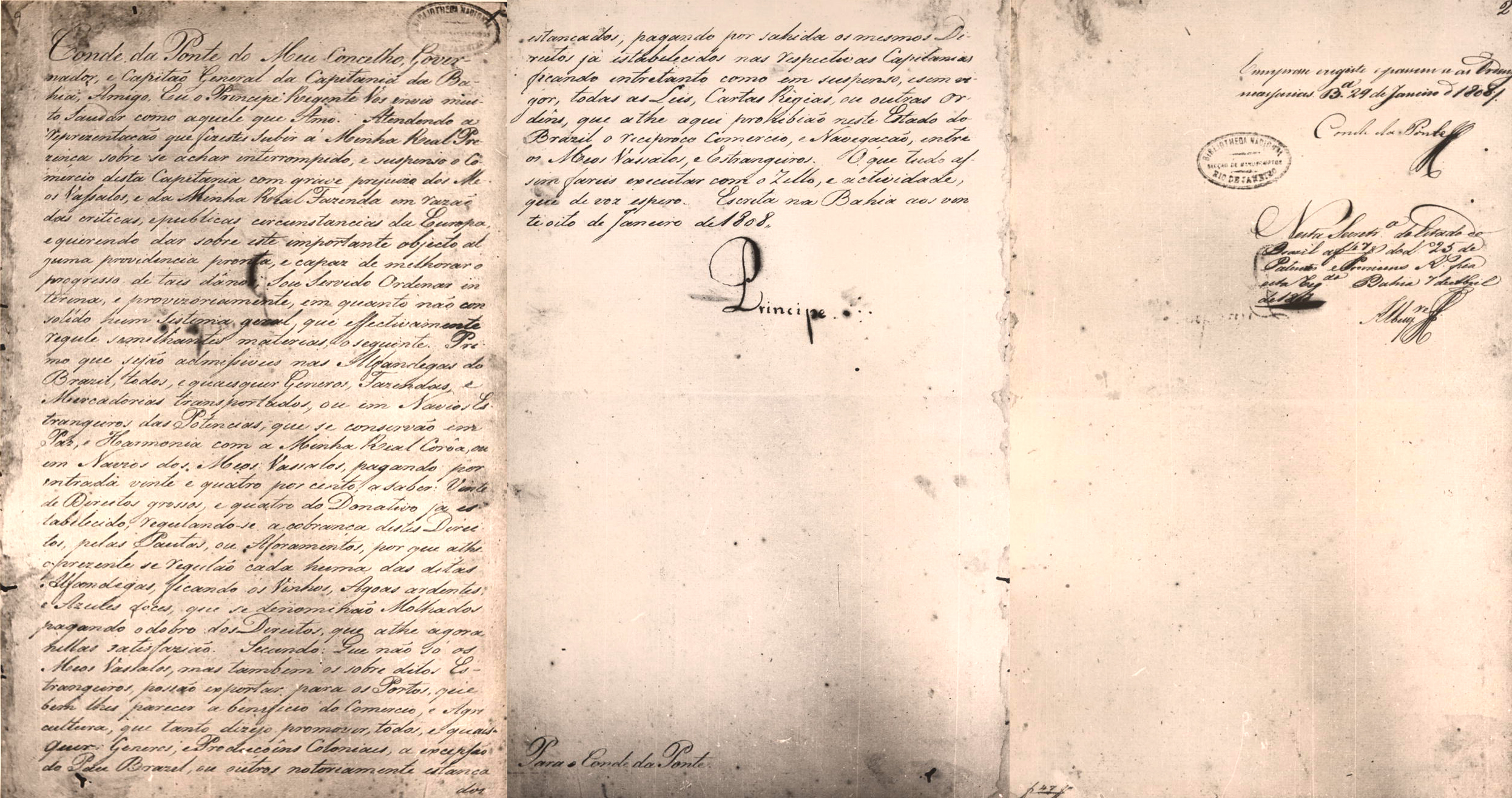
Erlass über die Eröffnung der Häfen, Nationalbibliothek von Brasilien

Am 22. Januar 1808 legte das Schiff mit dem Regenten und anderen Schiffen in der Bucht von Todos los Santos in Brasilien an. Die Straßen von Salvador waren menschenleer, weil der Gouverneur, der Graf von Ponte, es vorzog, auf den Befehl des Prinzen zu warten, bevor er es dem Volk erlaubte, ihn zu empfangen. Johann fand diese Haltung seltsam und befahl, dass alle kommen könnten, wie sie wollten. Um es dem Adel jedoch zu ermöglichen, sich nach einer so beschwerlichen Reise zu sammeln, wurde die Landung auf den nächsten Tag verschoben, damit sie freudig inmitten einer Prozession, des Läutens der Glocken und einer Feier des Te Deum in der Kathedrale von Salvador empfangen werden konnten. In den folgenden Tagen empfing der Prinz alle, die ihm Ehrerbietung erweisen wollten, und gewährte die Zeremonie des Beija-mão (das Küssen der Hand des Monarchen) und räumte verschiedene Gnaden ein. Unter den letzteren verfügte er die Schaffung einer öffentlichen Vortragsreihe über Wirtschaftswissenschaften und eine Schule für Chirurgie, aber seine derzeit wichtigste Maßnahme war das Dekret über die Öffnung der Häfen für befreundete Nationen (Dekret über die Öffnung der Häfen für die Nações). Es war eine Handlung von enormer politischer und wirtschaftlicher Bedeutung und die erste von vielen, die zur Verbesserung der Bedingungen in der Kolonie beigetragen hat. Großbritannien jedoch, dessen Wirtschaft in hohem Maße vom Seehandel abhing und für das die portugiesische und brasilianische Monarchie jetzt ein gewisses Protektorat war, war der direkteste Nutznießer.

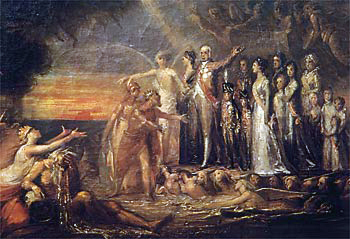
Allegorie der Ankunft von Johann in Brasilien

In Salvador da Bahia gab es einen Monat lang Feierlichkeiten zu Ehren der Anwesenheit des Hofes. Man versuchte auch, Johann zu überreden, dass Salvador die neue Hauptstadt des Königreichs werden sollte. Ihm wurde sogar der Bau eines luxuriösen Palasts für die königliche Familie zugesichert. Johann lehnte aber ab und setzte seine Reise fort, nachdem er bereits verschiedenen Nationen seine Absicht angekündigt hatte, seine Hauptstadt in Rio de Janeiro zu errichten. Sein Schiff fuhr am 7. März in die Bucht von Guanabara ein, wo er die Infantas und andere Mitglieder seines Gefolges traf, deren Schiffe früher eingetroffen waren. Am 8. ging der gesamte Hof schließlich von Bord, um einer Stadt zu begegnen, die sie mit neun Tagen ununterbrochener Feierlichkeiten empfing. Ein bekannter Chronist dieser Zeit, Pater Perereca, Augenzeuge der Ankunft, beklagte die Nachricht vom Einmarsch in die portugiesische Metropole und wies auf die Bedeutung der Ankunft des Hofes auf brasilianischem Boden hin:
Wenn die Motive der Trauer und des Leidens so groß waren, waren es nicht weniger die Gründe für Trost und Vergnügen: Eine neue Ordnung der Dinge würde in diesem Teil der südlichen Hemisphäre beginnen. Das brasilianische Reich war bereits geplant, und wir seufzten gespannt nach der mächtigen Hand des Regentenfürsten, unseres Herrn, um den Grundstein für die künftige Größe, den Wohlstand und die Macht des neuen Reiches zu legen.

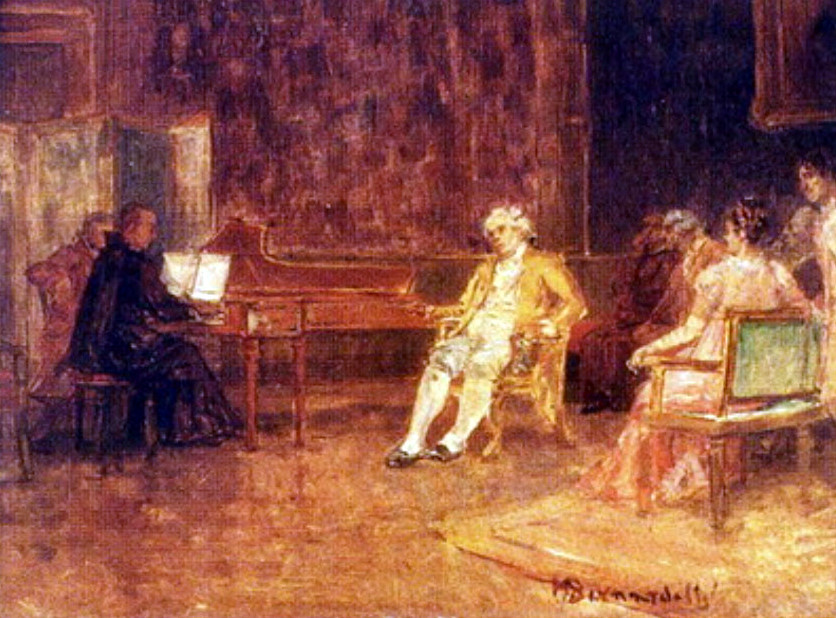
Johann hört Pater José Maurício zu (Henrique Bernardelli)

Mit dem Hof kamen hochrangige zivile, religiöse und militärische Beamte, Aristokraten und liberale Fachkräfte, qualifizierte Handwerker und öffentliche Bedienstete. Für viele Gelehrte war die Verlegung des Hofs nach Rio der Beginn der Errichtung des modernen brasilianischen Staates und der erste Schritt Brasiliens in Richtung der Unabhängigkeit. Obwohl Brasilien zu dieser Zeit formal und juristisch eine portugiesische Kolonie blieb, um es mit den Worten von Caio Prado Jr. zu beschreiben
errichtete der Heerscher das Hauptquartier der Monarchie in Brasilien und hob das Regime der Kolonie, in der das Land bis dahin lebte, ipso facto auf. Alle Merkmale dieses Regimes verschwanden und es blieb nur der Umstand übrig, weiterhin eine fremde Regierung zu haben. Die alten Zahnräder der Kolonialverwaltung wurden nacheinander abgeschafft und durch andere ersetzt, die für eine souveräne Nation typischer waren. Die wirtschaftlichen Beschränkungen sanken und die Interessen des Landes rückten in den Vordergrund der Regierungspolitik.
Zuvor mussten jedoch Unterkünfte für die Neuankömmlinge bereitgestellt werden, was angesichts der beengten Verhältnisse in der damaligen Stadt Rio schwierig zu lösen war. Insbesondere für den Adel gab es nur wenige adelige Häuser, vor allem für die königliche Familie, die im Viceregalpalast untergebracht waren, der heute als Paço Imperial (Kaiserpalast) bekannt ist. Einem großen Herrenhaus, das jedoch keinen Komfort bot und nicht mit portugiesischen Palästen vergleichbar war. So groß er auch war, er reichte nicht aus, um alle unterzubringen zu können. Daher wurden auch benachbarte Gebäude wie das Karmeliterkloster, das Rathaus und sogar das Gefängnis in Anspruch genommen. Um die Bedürfnisse anderer Adliger zu befriedigen und neue Regierungsbüros einzurichten, wurden unzählige kleine Residenzen hastig enteignet, ihre Eigentümer manchmal gewaltsam ausgewiesen. Trotz der Bemühungen des Vizekönigs Marcos de Noronha e Brito und von Joaquim José de Azevedo war der Regent immer noch schlecht untergebracht. Der Kaufmann Elias Antônio Lopes bot seinem Landhaus, der Quinta da Boa Vista, eine prächtige Villa in hervorragender Lage an, die sofort die Zufriedenheit des Fürsten erregte. Renovierungen und Erweiterungen verwandelten diese in den Paço de São Cristóvão („Palast des Heiligen Christophorus“). Charlotte Joachime zog es ihrerseits vor, sich auf einem Bauernhof in der Nähe des Strandes von Botafogo niederzulassen, und setzte die Gewohnheit fort, getrennt von ihrem Ehemann zu leben.

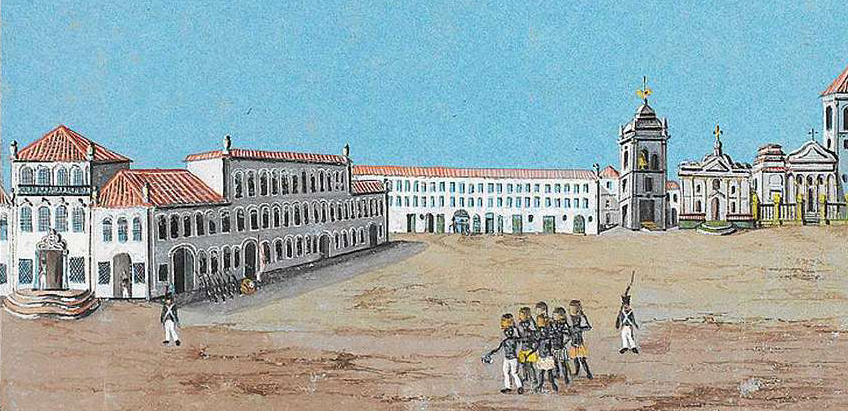
Der Largo do Carmo (heute Praça XV de Novembro in Rio) einige Jahre nach der Ankunft des Hofes

Die Stadt, die zu dieser Zeit etwa 70.000 Einwohner besaß, wurde über Nacht verändert. Die zusätzliche Bevölkerung brachte neuen Anforderungen und erzwang somit eine neue Organisation für die Versorgung mit Lebensmitteln und anderen Konsumgütern, einschließlich Luxusgütern. Es dauerte Jahre, bis sich die Portugiesen eingelebt hatten, was zu jahrelangem Chaos im täglichen Leben von Rio führte. Die Mieten verdoppelten sich, die Steuern stiegen, und die Nahrungsmittel waren knapp, die vom Adel beschlagnahmt wurden. Dies zerstreute bald die Begeisterung der Bevölkerung über die Ankunft des Prinzregenten. Die Gestalt der Stadt änderte sich mit dem Bau unzähliger neuer Wohnhäuser, Villen und anderer Gebäude und verschiedenen Verbesserungen der Dienstleistungen und der Infrastruktur. Ebenso brachte die Anwesenheit des Hofes neue Maßstäbe für Etikette, neue Moden und Bräuche hervor, einschließlich einer neuen sozialen Schichtung.
Unter den Bräuchen setzte Johann in Brasilien die alte portugiesische Zeremonie des Beija-mão fort, die er sehr schätzte und die die Brasilianer faszinierte und Teil ihrer Folklore wurde. Er empfing seine Untertanen jeden Tag mit Ausnahme der Sonn- und Feiertage. Diese warteten in großen Reihen, in denen sich Adlige und Bürger vermischten, um dem Monarchen ihren Respekt zu erweisen und um Gunst zu bitten. Der Maler Henry L’Evêque sagte, dass „der Prinz, begleitet von einem Staatssekretär, einem Diener und einigen Offizieren, alle Anfragen entgegennahm, die ihm vorgelegt werden; hörte aufmerksam alle Beschwerden; tröstete einige und ermutigte andere  … Die Vulgarität der Manieren, die Vertrautheit der Sprache, das Beharren einiger, das Wort anderer, nichts macht ihn wütend.“

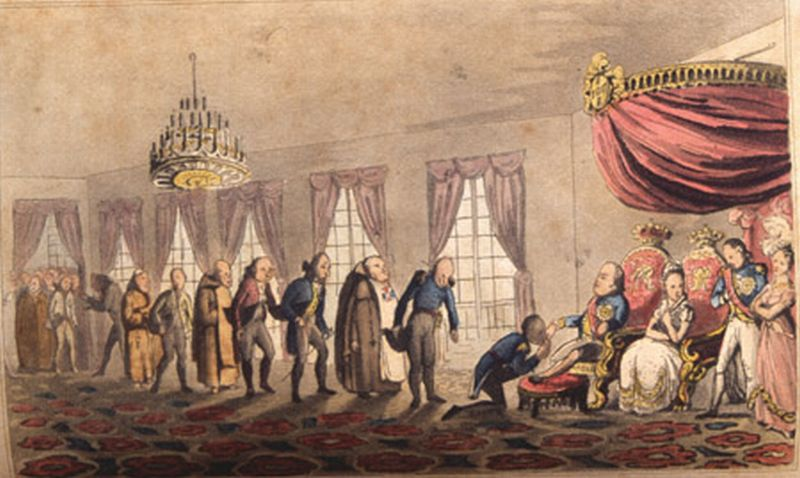
Die Zeremonie des Beija-mão (Handküssen) am brasilianischen Hof von Johann unter Beibehaltung der Sitte der portugiesischen Monarchen.

Während seines Aufenthalts in Brasilien schuf Johann eine Vielzahl von Institutionen und öffentlichen Einrichtungen und förderte die Wirtschaft, Kultur und andere Bereiche des nationalen Lebens. Alle diese Maßnahmen dienten der Notwendigkeit, ein großes Imperium zu verwalten, in einem Gebiet, in dem diese Institutionen zuvor fehlten. Es bestand nämlich noch die vorherrschende Annahme, dass Brasilien eine Kolonie bleiben würde und der Hof bald wieder nach Lissabon zurückkehren würde, wenn sich die politische Situation in Europa wieder normalisierte hätte. Diese Fortschritte wurden jedoch zur Grundlage für Brasiliens künftige Autonomie.
Dies heißt aber nicht, dass alles damals nur fortschrittlich war. Eine Reihe politischer Krisen begann kurz nach seiner Ankunft mit der Invasion in Französisch-Guayana im Jahr 1809 als Vergeltung für die französische Invasion in Portugal. Es kam zu schwerwiegenden wirtschaftlichen Problemen und zu einem schmerzhaften Handelsabkommen, das 1810 von den Briten auferlegt wurde, welches den kleinen Binnenmarkt mit nutzlosen Gegenständen überflutete und somit die Schaffung neuer Industrien im Land schädigte. Die Staatsverschuldung erhöhte sich um das zwanzigfache, die Korruption war weit verbreitet und der Hof war extravagant und verschwenderisch. Der britische Konsul James Henderson stellte fest, nur wenige europäische Höfe seien so groß wie der Portugals. Laurentino Gomes schreibt, dass Johannes in seinen ersten acht Jahren in Brasilien mehr erbliche Titel verlieh als in den 300 Jahren der portugiesischen Monarchie zuvor, wobei die mehr als 5000 Insignien und Auszeichnungen nicht mitgerechnet wurden.
Dreimal versuchten die Franzosen, das Land zu besetzen. Die erste Invasion von Junot 1807–1808 war zunächst erfolgreich, bis ein britisches Expeditionscorps von 13.000 Mann unter dem Befehl des britischen Generals Arthur Wellesley, des späteren Viscount Wellington, am 1. August 1808 in Portugal landete. Den Briten gelang es schnell, den Franzosen eine Reihe von Niederlagen beizubringen (Schlachten von Roliça am 17. August 1808 und Vimeiro am 21. August 1808). General Junot und seine Männer mussten sich aus Portugal zurückziehen, im Vertrag von Sintra gewährten die Briten ihnen allerdings freien Abzug. 1809 versuchten es die Franzosen erneut – diesmal war es Marschall Soult, der von Galicien kommend nach Portugal einmarschierte. Die britisch-portugiesischen Truppen standen zunächst unter dem Befehl von William Carr Beresford, später erneut unter dem Befehl von Wellesley, der, als er von der neuen Invasion hörte, im April 1809 nach Portugal zurückgekehrt war. Mit dem Sieg von Talavera de la Reina über die Franzosen (27./28. Juli 1809) war die zweite Invasion beendet.

### Napoleonischer Krieg
Portugal war stark verschuldet, seine Handelsabhängigkeit vom Vereinigten Königreich wuchs während des Krieges. Seit 1810 hatte Großbritannien auch das Recht, unter Umgehung Portugals direkt mit Brasilien Handel zu treiben. Portugal wurde de facto brasilianische Kolonie und britisches Protektorat, die Macht im Lande lag in den Händen des britischen Befehlshabers William Carr Beresford.
Im August 1810 versuchten es die Franzosen zum dritten Mal. Diesmal besetzten die Marschälle Masséna, Ney und Junot die Provinz Beira. Wellesley besiegte sie am 27. September 1810 in der Schlacht von Busaco, nahe Coimbra. Die Briten und Portugiesen hatten die Zeit genutzt, um bei Torres Vedras, nördlich von Lissabon, eine befestigte Verteidigungslinie anzulegen. Die französische Invasion wurde an dieser Linie aufgehalten, die Franzosen erlitten schwere Verluste. Nach der Niederlage von Sabugal (3. April 1811) mussten sie sich endgültig aus Portugal zurückziehen. Das Land war damit befreit. Offiziell endete der Krieg jedoch erst mit der französischen Niederlage in der Schlacht von Toulouse, 1814.
Als Napoleon 1815 besiegt wurde, hielten die europäischen Mächte den Wiener Kongress ab, um die politische Karte des Kontinents neu zu organisieren. Portugal beteiligte sich an diesen Verhandlungen. Um die Beziehungen zwischen der Metropole und der Kolonie zu festigen, schlugen sie vor, den Status einer Kolonie unter der Vereinigung mit dem Königreich Portugal zu erhöhen. Der englische Vertreter stimmte ebenfalls der Idee zu, die am 16. Dezember 1815 zur Gründung des Vereinigten Königreichs Portugal, Brasilien und der Algarve führte, einer von anderen Nationen schnell anerkannten Rechtsinstitution.

## Thronbesteigung

### Weg zur Herrschaft

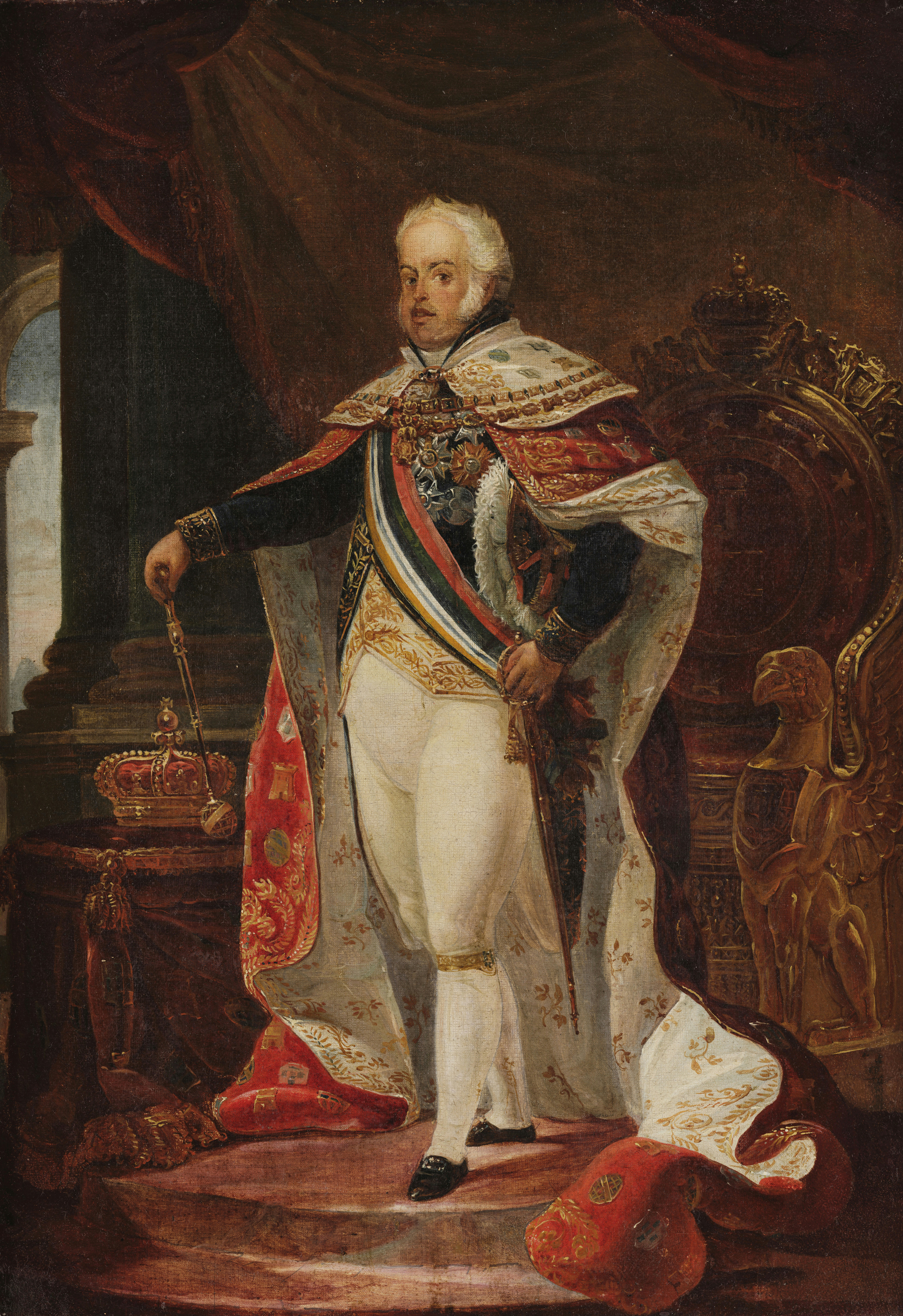
Johann VI. als König gekleidet (Jean-Baptiste Debret)

Königin Maria starb am 20. März 1816 und ebnete somit den Weg zur Thronbesteigung ihres Sohns Johann. Obwohl er an diesem Tag begann, als König zu regieren, wurde er nicht sofort als König geweiht. Erst am 6. Februar 1818 wurde er mit großen Feierlichkeiten gekrönt. Inzwischen standen mehrere politische Fragen im Vordergrund. Die ehrgeizige Königin Charlotte Joachime hatte bereits in Europa begonnen, sich gegen portugiesische Interessen zu verschwören, und kurz nach ihrer Ankunft in Brasilien verhandelte sie mit beiden Spaniern und mit Nationalisten des Río de la Plata (jetzt Argentinien und Uruguay). Ihr Ziel war es ein Königreich unter ihrer und Spanischer Macht, welches nach Johanns Abdankung hervorgehen werden sollte, zu erschaffen. Somit war es ihr nicht möglich, eine vernünftige Ehe mit ihrem Mann zuführen und mit ihm zusammenzuleben. Um den Schein dennoch zu wahren, trat sie dennoch gemeinsam mit Johann in der Öffentlichkeit auf. Obwohl Charlotte viele Sympathien auf sich zog, scheiterten alle ihre Pläne. Trotz allem brachte sie ihren Ehemann dazu, sich direkter in die spanische Kolonialpolitik einzubringen, was mit der Einnahme von Montevideo im Jahre 1817 und der Annexion der Provinz Cisplatin im Jahre 1821 endete.
Zur gleichen Zeit entstand das Problem, Peter, den Kronprinzen, zu verheiraten. Für Europa war Brasilien ein zu weit entferntes, rückständiges und unsicheres Land, so dass es keine einfache Aufgabe war, geeignete Kandidatinnen zu finden. Nach einem Jahr der Suche schloss der Botschafter, der Marquis de Marialva, ein Bündnis mit einem der mächtigsten regierenden Häuser in ganz Europa, den Habsburgern, den Kaisern Österreichs. Er hatte den österreichischen Hof mit zahlreichen Lügen durch eine üppige Prunkdarstellung verführt und er verteilte unter dem Adel Gold- und Diamantbarren. Peter heiratete daraufhin 1817 die österreichische Erzherzogin Maria Leopoldine, die Tochter von Kaiser Franz I. Der Kaiser und sein Minister Metternich betrachteten das Bündnis als „vorteilhaften Pakt zwischen Europa und der Neuen Welt“, der das monarchische Regime in beiden Hemisphären stärkte und Österreich einen neuen Einflussbereich einräumte.

### Unruhen in Portugal
Konstitutionell wurde Portugal von Brasilien aus regiert, im Jahr 1815 erhielt Brasilien einen neuen Status, war nunmehr nicht mehr portugiesische Kolonie, sondern unabhängiges Königreich gleichen Rechts wie Portugal, mit diesem durch Personalunion verbunden. Das Ergebnis des Krieges war ein Desaster für Portugal. Der Aufbau der Industrialisierung war gestoppt, das Land durch die Taktik der verbrannten Erde, die sowohl die Franzosen als auch die Briten angewandt hatten, verwüstet. Innenpolitisch wuchs, besonders in der portugiesischen Armee, der Ruf nach einer Verfassung. Die liberalen politischen Ideen, von Napoleon und den Truppen des revolutionären Frankreichs nach Portugal gebracht, fielen in der schlecht bezahlten Armee auf fruchtbaren Boden. Die Abwesenheit der königlichen Familie, die Anwesenheit ausländischer Kommandanten (Beresford) und die Ereignisse im benachbarten Spanien, wo der Liberalismus Erfolge feierte, führten zu zusätzlicher Unruhe in Portugal. 1817 ließ Beresford eine Reihe von Verschwörern hinrichten, darunter den Führer der Freimaurer und liberalen General Gomes Freire de Andrade. 1820 begann schließlich, während sich Beresford in Brasilien aufhielt, die Liberale Revolution in Portugal mit einem Aufstand von Offizieren (24. August 1820) in Porto. Der Führer der Aufständischen, der Jurist Manuel Fernandes Tomás, verlangte eine liberale Verfassung, nach dem Vorbild der spanischen Verfassung von 1812. In Lissabon wurde eine vorläufige Regierung gebildet (Junta), die britischen Offiziere wurden aus der portugiesischen Armee entfernt. Als Beresford aus Brasilien nach Lissabon zurückkehrte, wurde ihm das Betreten der Stadt verwehrt. Die Aufständischen beriefen eine verfassunggebende Versammlung (Cortes) ein, die 1821 die erste portugiesische Verfassung verabschiedete. In der Verfassung wurde die Regentschaft des Königs bestätigt, der aufgefordert wurde, aus Brasilien zurückzukehren. Die Inquisition und besondere Rechte der katholischen Kirche wurden, genauso wie die Feudalherrschaft, abgeschafft, ein Einkammerparlament wurde eingerichtet, hervorgegangen aus allgemeinen Wahlen, an denen alle Portugiesen mit Ausnahme von Frauen, Analphabeten und Klerikern teilnehmen konnten. Eine provisorische Regierung (portugiesisch: Junta Provisional do Supremo Governo do Reino) wurde eingerichtet. Dem König räumte die neue Verfassung ein Vetorecht gegen die Gesetzesvorlagen des Parlamentes ein, er erhielt allerdings nicht das Recht, das Parlament aufzulösen.
In Brasilien kam es zu ähnlichen liberalen Unruhen. 1817 brach in Recife der Pernambucan-Aufstand aus, eine republikanische Bewegung, die in Pernambuco eine provisorische Regierung einrichtete und sich in andere brasilianische Staaten ausbreitete. Am 24. August 1820 brach in Porto die liberale Revolution in Portugal aus. Diese Bewegung erstreckte sich auf Madeira, die Azoren, erreichte in Brasilien die Führung von Grand-Pará und Bahia und löste in Rio de Janeiro selbst einen militärischen Aufstand aus.

### Rückkehr nach Europa
Am 30. Januar 1821 trafen sich die Cortes in Lissabon und verfügten über die Bildung eines Regentschaftsrates, um im Namen des Königs Johann Macht auszuüben. Sie befreiten viele politische Gefangene und forderte die sofortige Rückkehr des Königs. Am 20. April berief König Johann ein Treffen in Rio ein, um Abgeordnete der verfassunggebenden Cortes zu wählen. Am nächsten Tag kam es jedoch zu Protesten, die gewaltsam niedergeschlagen wurden. In Brasilien vertrat man die allgemeine Meinung, dass durch die Rückkehr des Königs nach Portugal, Brasilien seine Autorität verlieren würde und wieder seinen früheren Kolonialstatus bekommen könnte. Unter Druck versuchte Johann einen Mittelweg zu finden und entschied seinen Sohn Prinz Peter nach Lissabon zu schickte, um eine Verfassung zu verabschieden und somit die Grundlage für eine neue Regierung zu schaffen. Der Prinz lehnte jedoch ab. Die Krise war zu weit fortgeschritten und es gab kein Zurück mehr. Den immer dringenderen Aufforderungen der verfassunggebenden Versammlung, nach Portugal zurückzukehren, folgte Johann VI. schließlich eher widerwillig und reiste am 25. April 1821 nach Lissabon. Der König ließ seinen ältesten Sohn Peter als Regenten in Brasilien zurück. Nach dreizehnjährigen Aufenthalt in Brasilien verließ Johann ein Land, was er sein Leben lang vermissen wird. Damit endete eine Periode, in der der portugiesische Hof in Rio de Janeiro residiert hatte.

### Herrschaft

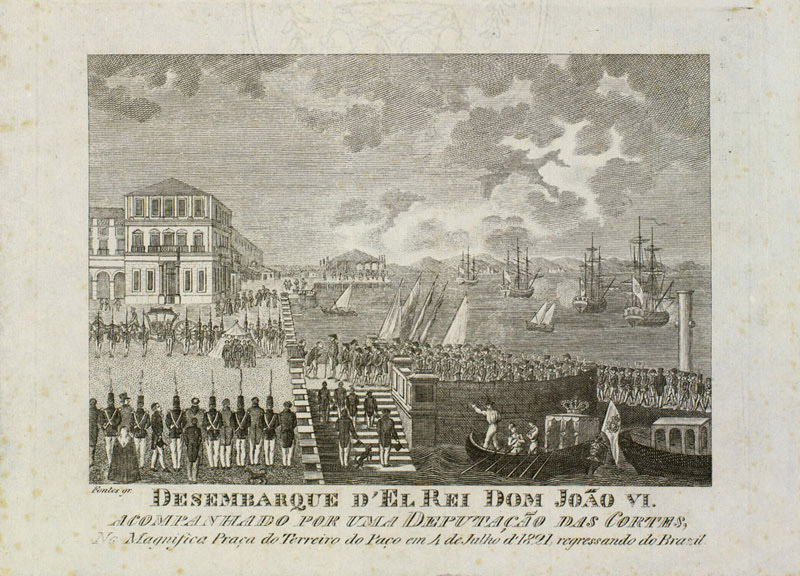
Johann kommt in Lissabon an

Die Schiffe, die Johann und seinen Hof brachten, kamen am 3. Juli in Lissabon an. Seine Rückkehr wurde so inszeniert, dass es nicht so aussah, als ob der König gezwungen worden war. Als er ankam, war de facto bereits ein neues politisches Umfeld in Portugal geschaffen worden. Eine Verfassung war entworfen worden, und der König musste am 1. Oktober 1822 Treue schwören und verschiedene Vorrechte aufgeben. Charlotte Joachime weigerte sich, ihrem Ehemann zu folgen, und wurde so ihrer politischen Rechte beraubt und ihres Titels als Königin enthoben. Inzwischen hatte der König auch Brasilien verloren. Sein Sohn Peter, der sich entschied, in diesem Land zu bleiben, führte am 7. September 1822 einen Aufstand an, der die Unabhängigkeit Brasiliens proklamierte. Im Rahmen dieser Aktion nahm er den Titel eines Kaisers von Brasilien an und nannte sich Kaiser Peter I. Laut Überlieferung soll Johann vor seiner Rückkehr nach Portugal dieses zukünftige Ereignis vorausgesehen und zu seinem Sohn gesagt haben: „Peter, Brasilien wird bald von Portugal getrennt sein. Wenn ja, setzen Sie die Krone auf Ihren Kopf, bevor ein Abenteurer sie ergreift.“ Nach den Memoiren des Grafen von Palmela wurde die brasilianische Unabhängigkeit im gegenseitigen Einvernehmen zwischen dem König und dem Prinzen durchgeführt. In jedem Fall zeigte die spätere Korrespondenz zwischen den beiden die Sorge des Prinzen, seinen Vater zu verärgern. Portugal erkannte jedoch die Unabhängigkeit Brasiliens zu diesem Zeitpunkt nicht offiziell an.

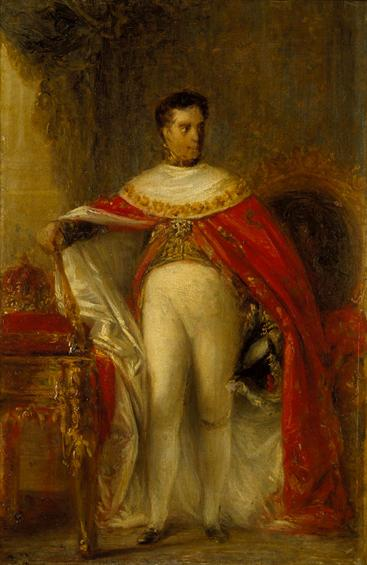
König Johann VI. (Sequeira, 1821)

Die liberale Verfassung, auf die der König Treue geschworen hatte, war nur wenige Monate in Kraft. Nicht jeder in Portugal unterstützte den Liberalismus, und es entstand eine absolutistische Bewegung. Am 23. Februar 1823 proklamierte Francisco Silveira, Graf von Amarante, in Trás-os-Montes eine absolute Monarchie, welche zu weiteren Aufregungen führten. Am 27. Mai führte der von seiner Mutter Charlotte Joachime angestiftete Infant Michael eine weitere Revolte an, die als Vilafrancada bekannt wurde. Er hatte die Absicht, den Absolutismus wiederherzustellen. Johann unterstützte seinen Sohn, um seine eigene Absetzung (die von der Partei der Königin gewünscht wurde) zu vermeiden, und trat an seinem Geburtstag in der Öffentlichkeit neben seinem Sohn auf, der eine Uniform der Nationalgarde trug und erhielt den Beifall der Miliz. Der König reiste persönlich nach Vila Franca, um den Aufstand besser zu leiten, und kehrte schließlich triumphierend nach Lissabon zurück. Das politische Klima war unentschlossen, und selbst die entschlossensten Verfechter des Liberalismus befürchteten, zu viele Kompromisse einzugehen. Bevor die Cortes aufgelöst wurden, protestierten sie gegen jede Änderung des kürzlich verabschiedeten Verfassungstextes, doch schließlich wurde das absolutistische Regime wiederhergestellt, die Rechte der Königin wiederhergestellt und der König am 5. Juni zum zweiten Mal gefeiert. Johann unterdrückte die Widerstandsbewegungen, deportierte einige der Liberalen und verhaftete andere, ordnete die Wiederherstellung von Justiz und Institutionen im Einklang mit der neuen politischen Ausrichtung an und setzte eine Kommission ein, die die Grundlage für eine neue Charta zur Ersetzung der Verfassung ausarbeiten sollte.
Das Bündnis mit dem Infanten Michael trug keine Früchte. Wie immer wurde er von seiner Mutter beeinflusst. Er führte am 29. April 1824 den Aprilaufstand oder Abrilada durch die Militärgarnison von Lissabon an. Der Aufstand begann unter dem Vorwand, die Freimaurer zu vernichten und den König vor Todesdrohungen zu verteidigen, die die Freimaurer angeblich gegen ihn unternommen hatten. Johann wurde im Bemposta-Palast in Gewahrsam genommen und mehrere politischen Feinde Michaels wurden an anderer Stelle inhaftiert. Der Infant wollte seinen Vater zum Abdanken zwingen. Angesichts dieser Situation betrat das diplomatische Korps den Palast, und vor so vielen Autoritäten leisteten die Wachen des Königs keinen Widerstand und stellten dem König ein gewisses Maß an Freiheit wieder her. Am 9. Mai gab Johann auf Anraten freundlicher Botschafter vor, nach Caxias zu reisen, suchte jedoch tatsächlich Zuflucht bei einer britischen Flotte, die im Hafen vor Anker lag. Von Bord des Schiffes HMS Windsor Castle aus rügte er seinen Sohn, setzte ihn vom Befehl der Armee ab und befahl ihm, seine politischen Gefangenen freizulassen. Michael wurde verbannt. Mit der Niederlage der Rebellion gingen sowohl Liberale als auch Absolutisten auf die Straße, um das Überleben der legitimen Regierung zu feiern. Am 14. Mai kehrte der König nach Bemposta zurück, stellte den Ministerrat wieder her und zeigte den anderen, die rebelliert hatten, Großzügigkeit. Dies hat die Königin jedoch nicht von weiteren Verschwörungen abgehalten. Die Polizei entdeckte einen weiteren für den 26. Oktober geplanten Aufstand, auf dessen Grundlage Johann seine Frau im Palast von Queluz unter Hausarrest stellte.

### Letzte Jahre

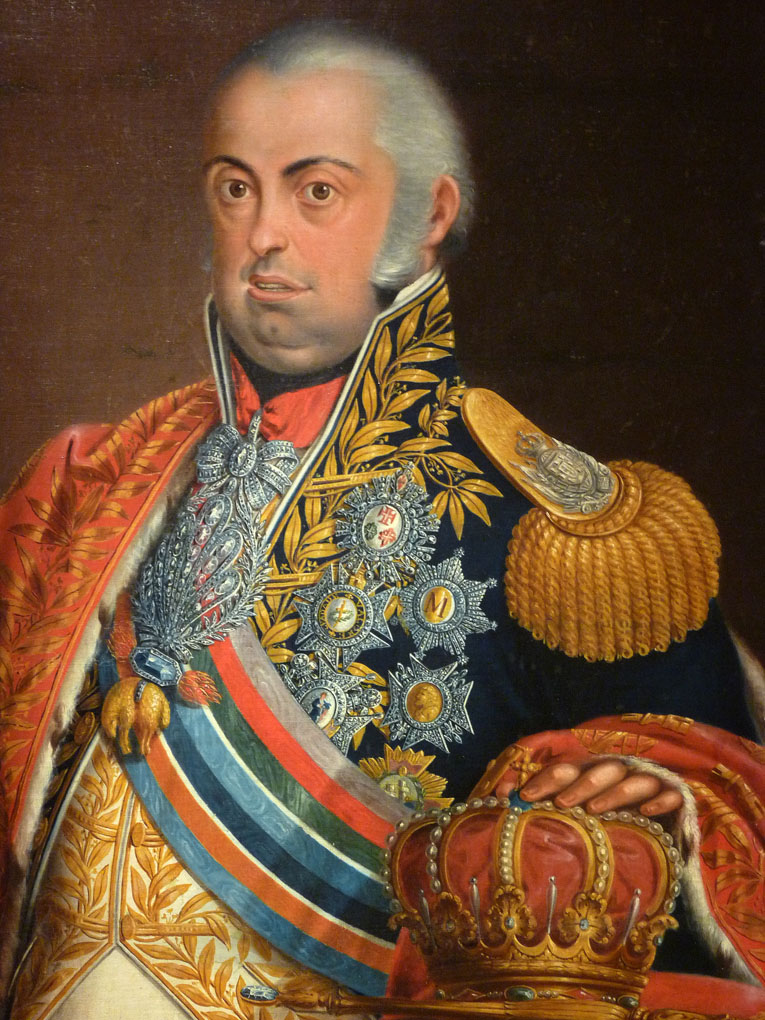
König Johann VI. (de Carvalho, um 1818)

Am Ende seiner Regierungszeit befahl König Johann die Schaffung eines Freihafens in Lissabon, aber die Maßnahme wurde nicht umgesetzt. Er ordnete auch weitere Ermittlungen an, um den Tod des Marquis de Loule, seines ehemaligen Freundes, festzustellen, aber es wurde nie etwas gefunden. Am 5. Juni 1824 amnestierte er die an der Porto-Revolution Beteiligten mit Ausnahme von neun verbannten Offizieren. Am selben Tag trat die alte Verfassung des Königreichs wieder in Kraft, und die Cortes versammelten sich erneut, um einen neuen Verfassungstext auszuarbeiten. Die Verfassungsänderung stieß auf mehrere Hindernisse, vor allem aus Spanien und Anhänger der Königin.
Das größte Problem Portugals zu dieser Zeit war jedoch die Unabhängigkeit Brasiliens, welches die größte Wohlstandsquelle des Landes gewesen war. Der Verlust Brasiliens wirkte sich sehr negativ auf die portugiesische Wirtschaft aus. Eine Expedition zur Rückeroberung der ehemaligen Kolonie wurde sogar erwogen, doch die Idee wurde bald aufgegeben. Schwierige Verhandlungen und Konsultationen, die in Europa und in Rio de Janeiro unter britischer Vermittlung unter Druck durchgeführt wurden, führten am 29. August 1825 zur endgültigen Anerkennung der Unabhängigkeit Brasiliens. Gleichzeitig befreite der König alle brasilianischen Gefangenen und erlaubte den Handel zwischen beiden Nationen. Es wurde vereinbart, dass Peter Brasilien als Souverän mit dem Titel eines Kaisers regierte, während Johann die Ehre des Titelkaisers Brasiliens für sich behielt. Seit dieser Zeit unterzeichnete er offizielle Dokumente als Kaiser und König Johann VI. Brasilien musste bestimmte Gelder bezahlen, die es von Portugal geliehen hatte. Nichts im Vertrag sprach von der Nachfolge der beiden Kronen, aber Peter, der immer noch als Prinz von Portugal und der Algarve fungierte, blieb implizit Erbe des portugiesischen Throns.
Am 4. März 1826 kehrte Johann VI. aus dem Hieronymuskloster zurück, wo er zu Mittag aß, und begann sich schlecht zu fühlen. Er bekam Erbrechen, Krampfanfälle und Ohnmacht, die einige Tage anhielten. Es schien ihm später wieder besser zu gehen, aber aus Vorsichtsgründen ernannte er seine Tochter, die Infantin Isabel Maria, zur Regentin. In der Nacht vom 9. verschlechterte sich sein Zustand und er starb am 10. März gegen 5 Uhr morgens. Die Infantin übernahm sofort die Innenregierung Portugals und Peter wurde als legitimer Erbe als König Peter IV. von Portugal anerkannt. Die Ärzte konnten die Todesursache Johans nicht eindeutig bestimmen, es wurde jedoch vermutet, dass er vergiftet worden war. Sein Leichnam wurde im Mausoleum der Könige von Portugal, dem königlichen Pantheon des Hauses Braganza, im Kloster São Vicente de Fora einbalsamiert und begraben. In den 1990er Jahren exhumierte ein Team von Ermittlern den chinesischen Keramiktopf, der seinen Darm enthielt. Fragmente seines Herzens wurden rehydriert und einer Analyse unterzogen, bei der genügend Arsen nachgewiesen wurde, um zwei Menschen zu töten. Dies bestätigte den langjährigen Verdacht, durch Gift ermordet worden zu sein.

## Historische Bewertung
Johann VI. gilt als politisch widersprüchliche Figur. Einerseits galt er als Vertreter und Verfechter des Absolutismus, der mit den Ideen der Französischen Revolution nichts anfangen konnte. Anderseits gelang es ihm durch unorthodoxes Verhalten und eine wendige Politik die zahlreichen Krisen dieser stürmischen Zeit zu meistern. So führte Napoleon dreimal eine Invasion Portugals durch, in Brasilien begann die Unabhängigkeitsbewegung immer mächtiger zu werden, in Portugal fand die Liberale Bewegung immer größeren Zulauf was schließlich in der Liberalen Revolution mündete, seine eigne Frau Charlotte Joachime von Spanien und sein Sohn Michael I. konspirierten gegen ihn und führten einen absolutistischen Aufstand an. Dennoch gelang es Johann VI. immer wieder, seine außenpolitischen und innenpolitischen sowie familiären Feinde auszumanövrieren. Das bekannteste Beispiel dieser Politik ist der berühmte Umzug des Hofes nach Rio de Janeiro, was den König einerseits dem Zugriff Napoleons entzog, anderseits die Unabhängigkeitsbewegung schwächte und gleichzeitig real politisch die Gegebenheiten und die Machtverschiebung zwischen dem kleinen und armen Portugal und dem großen und aufstrebenden Brasilien widerspiegelte. Ein weiteres Beispiel ist das ihm zugeschriebene Zitat: „Pedro, ponha a coroa na cabeça, antes que alguns desses aventureiros o faça“ (Pedro, setze dir selbst die Krone aufs Haupt, ehe es irgendein Abenteurer tut), mit dem er Pedro aufforderte, die Unabhängigkeitsbewegung nicht bis zum Äußersten zu bekämpfen, sondern, sollte sie übermächtig werden, sich im Gegenteil an ihre Spitze zu setzen, was Pedro und der Familie die Krone Brasiliens weiter sicherte. Auch der Vertrag von Rio de Janeiro 1825 spiegelt diese Wendigkeit wider, in der er für die Unabhängigkeit Brasiliens die Krone Brasiliens einforderte, was ihm bewilligt wurde. So starb er als Monarch seiner beiden Kernländer, obwohl Napoleon, die Unabhängigkeitsbewegung, die liberale Opposition, die absolutistische Opposition sowie seine eigene Familie versucht hatten, ihn zu stürzen.
Durch seinen Schritt die Kolonie Brasilien quasi zum gleichberechtigten Partner des einstigen Mutterlandes Portugals zu erheben und sogar den Regierungssitz nach Südamerika zu verlagern entspannte sich anders als im übrigen Lateinamerika der Konflikt zwischen Krone und Unabhängigkeitsbewegung. Während die Beziehungen zwischen Spanien und seinen ehemaligen Kolonien noch lange Zeit nach den Südamerikanischen Unabhängigkeitskriegen belastet blieben, waren Brasilien und Portugal eng verbunden, wirtschaftlich und politisch verflochten und befreundet. Zudem führte die von Johann VI. in Brasilien installierte starke Zentralregierung dazu, dass das große Land nach der Unabhängigkeit anders als die spanischen Kolonien nicht auseinanderbrach, sondern als Einheit erhalten blieb. Verschiedene brasilianische Historiker sind der Ansicht, dass es ohne Johann VI. heute vermutlich kein Brasilien geben würde, sondern das Land in kleine Einzelstaaten zerfallen wäre. Der Senator José Joaquim Carneiro de Campos erklärte 1826 im Brasilianischen Senat zum Tod Johanns: „Wir alle, die hier sind, haben viele Gründe, die Erinnerung an König Johann VI. zu loben, wir alle sollten dankbar sein für die Wohltaten, die er uns gab: Er hat Brasilien zu einem Königreich erhoben, für uns alle gesorgt, hat uns immer mit großer Zuneigung behandelt und alle Brasilianer sind ihm verpflichtet.“

## Nachkommen
Johann heiratete 1785 Charlotte Joachime von Spanien, mit der er folgende Kinder hatte:
- Maria Theresa (1793–1874),

1. ⚭ 1810 Peter Karl von Bourbon und Braganza, einen Sohn der Schwester ihres Vaters.
2. ⚭ 1838 Carlos (V.) (1788–1855) Thronprätendent von Spanien

- Franz Antonius Pius (1795–1801), vierter Fürst von Beira
- Maria Elisabeth (Isabel) (1797–1818) ⚭ 1816 Ferdinand VII. König von Spanien
- Peter IV. (1798–1834) König von Portugal, Kaiser von Brasilien

1. ⚭ 1817 Maria Leopoldine von Österreich (1797–1826)
2. ⚭ 1829 Amélie von Leuchtenberg (1812–1873)

- Maria Franziska (1800–1834) ⚭ 1816 Carlos (V.) (1788–1855) Thronprätendent von Spanien
- Isabella Maria von Portugal (1801–1876) Regentin von Portugal
- Michael I. (1802–1866) König von Portugal ⚭ 1851 Adelheid von Löwenstein-Wertheim-Rosenberg (1831–1909)
- Maria von der Himmelfahrt Anna Johanna Josepha Luisa Gonzaga Franziska von Assisi Xaver von Paola Joachima Antonia von Sankt Jakob (1805–1834)
- Anna von Jesus Maria Luisa Gonzaga Joachima Michaela Raphaela Servula Antonia Franziska Xaver von Paola (1806–1857) ⚭ 1827 Nuno José Severo de Mendonça Rolim de Moura Barreto, Herzog von Loulé (1804–1875)

## Ehrungen
Nach ihm sind die Pflanzengattungen Joannesia Vell. 1798, Johannesia Endl. 1840 und Annesijoa Pax & K.Hoffm. 1919, alle aus der Familie der Wolfsmilchgewächse (Euphorbiaceae) benannt.